# Miehikkälä
Miehikkälä – gmina w Finlandii, położona w południowej części kraju, należąca do regionu Kymenlaakso.